# Clotilde Leguil
Clotilde Leguil, née Clotilde Badal en 1968 à Paris, est une psychanalyste et philosophe française, professeur des universités au département de psychanalyse de l'université Paris-VIII.

## Biographie
Elle est la fille de Jean Badal. Elle grandit dans le 5e arrondissement de Paris, où elle suit ses études secondaires au lycée Henri-IV, puis en classe préparatoire littéraire au lycée Fénelon, où elle a notamment pour professeur Pierre Raymond. 
Agrégée de philosophie (1992), ancienne élève de l'École normale supérieure de Fontenay-Saint-Cloud (promotion 1988), elle soutient une thèse en 2010 sur le rapport de la pensée de Sartre à celle de Jacques Lacan, sous la direction de Pierre-François Moreau à l'ENS de Lyon. 
Psychanalyste membre de l'École de la cause freudienne et de l'Association mondiale de psychanalyse, elle a assuré, dans ce cadre, en partenariat avec Fabian Fanjwaks, en 2013, un enseignement intitulé « Subversion lacanienne des théories de genre ». 
Elle a coécrit avec Jacqueline Russ un Que sais-je ? sur La Pensée éthique contemporaine en 1995, ainsi qu'un manuel scolaire de philosophie pour classes terminales en 1998, pour les Éditions Bordas. Elle a contribué à L'Anti-Livre noir de la psychanalyse (2006). 
Elle a rédigé les préfaces de plusieurs rééditions de textes de Sigmund Freud au Seuil en 2010 et 2011. 
Elle a écrit un essai sur la féminité à travers plusieurs figures féminines au cinéma,, ainsi qu'un essai sur la représentation de la psychanalyse au cinéma, sous le prisme de la série américaine En analyse (In Treatment). 
Dans une tribune parue dans Le Monde en 2019 sur « Les nouveaux programmes de philosophie », proposés par le ministre Jean-Michel Blanquer, elle met en évidence que l'on y voit disparaître la notion clé de la pensée elle-même, « le sujet » et avec lui « la conscience et l'inconscient ». Cette réforme lui paraît rétrograde : il s'agit, écrit-elle, de faire disparaître une référence essentielle à tout ce qui échappe à la science et même à la religion.
Depuis son premier essai sur Les Amoureuses (2008), jusqu'à L'ère du toxique (2023), en en passant par Céder n'est pas consentir (2021), elle déploie une réflexion depuis la philosophie et la psychanalyse sur les zones d'ombre de l'intime. 
Depuis 2023, elle est co-productrice du podcast « L'inconscient », sur France Inter.

## Ouvrages
- Les amoureuses : voyage au bout de la féminité, Seuil, 2009  (ISBN 978-2020976183)
- La pensée éthique contemporaine, avec Jacqueline Russ, Presses universitaires de France, 2012  (ISBN 978-2130592419)
- Sartre avec Lacan : corrélation antinomique, liaison dangereuse, Navarin-Champ freudien, 2012  (ISBN 978-2916124131)
- In treatment, lost in therapy, Presses universitaires de France, 2013  (ISBN 978-2130617501)
- L'être et le genre : homme/femme après Lacan, PUF, 2015
- « Je » : une traversée des identités, PUF, 2018
- Céder n'est pas consentir : une approche clinique et politique du consentement, PUF, 2021  (ISBN 978-2130829201)
- L'ère du toxique, essai sur le nouveau malaise dans la civilisation, PUF, 2023.

## Articles
- "Les preuves de l'existence de soi", Études, revue de culture contemporaine, juin 2003, p. 765-776.
- "Adolescents dans l'œil du cyclone", Études, revue de culture contemporaine, juin 2004, p. 753-764.
- "Être ou ne plus être, le sujet du XXIe siècle face à l 'empire des neurosciences", L'Anti-Livre noir de la psychanalyse, sous la dir. de J.-A. Miller, p. 241-256, Seuil, 2006.
- "Sur le cognitivisme : le langage de l'homme sans qualités", L'Anti-Livre noir de la psychanalyse, sous la dir. de J.-A. Miller, p. 257-278, Seuil, 2006.
- "De l'être à l'existence : l'au-delà du désir de reconnaissance chez Lacan", Consecutio Temporum, rivista critica della postmodernita, no 4, avril 2013.
- "Sartre avec Lacan au XXIe siècle : du désir d'être à la jouissance honteuse", Les Temps Modernes, juillet-oct. 2013, p. 16 à 33.
- "Delphine de Vigan, un Réel couleur noire", La Cause du désir 87, revue de psychanalyse, 2014, Navarin Éditeur, p. 47 à 52.
- "Les nouveaux ennemis de la psychanalyse au XXIe siècle", Les Temps Modernes, juillet-septembre 2014, p. 264 à 278.
- "Les preuves de l'existence du corps lacanien", L'Évolution psychiatrique, vol 81, no 4, octobre-décembre 2016, p. 855-864.
- "La fabrique du corps féminin", La Cause du désir no 89, "Le corps des femmes", Navarin Éditeur, p. 38-43.
- "Au-delà des identités, défendre la valeur du "Je" ", L'identité pour quoi faire ?, sous la dir. de Jean Birnbaum, Gallimard, folio essais, 2020, p. 103-119.
- "Quelques conséquences psychiques du confinement", Etudes 2020, 13, Hors-série, "Utopies virales"
- "L'énigme du regard, le trauma du cauchemar. Elucidations lacaniennes", revue PHI/PSY n°1, 2021.https://www.journal.edizioniets.eu/index.php/phi-psy/article/view/246
- "Enjeux psychiques de #Metoo, du déchaînement de la vérité au risque du Je", Che Voi, 2022, n°6.
- "Ne pas céder sur son désir, actualité d'un précepte lacanien", La Cause du désir n°111, 2022.
- "Lacanian visions", Lacanian compass, Vol. 6 - Issue 7 Janvier 2023 https://lacaniancompass.com/lcexpress-volume-6-issue-7-is-published/